# Fortaleza de São Bartolomeu de Chorão

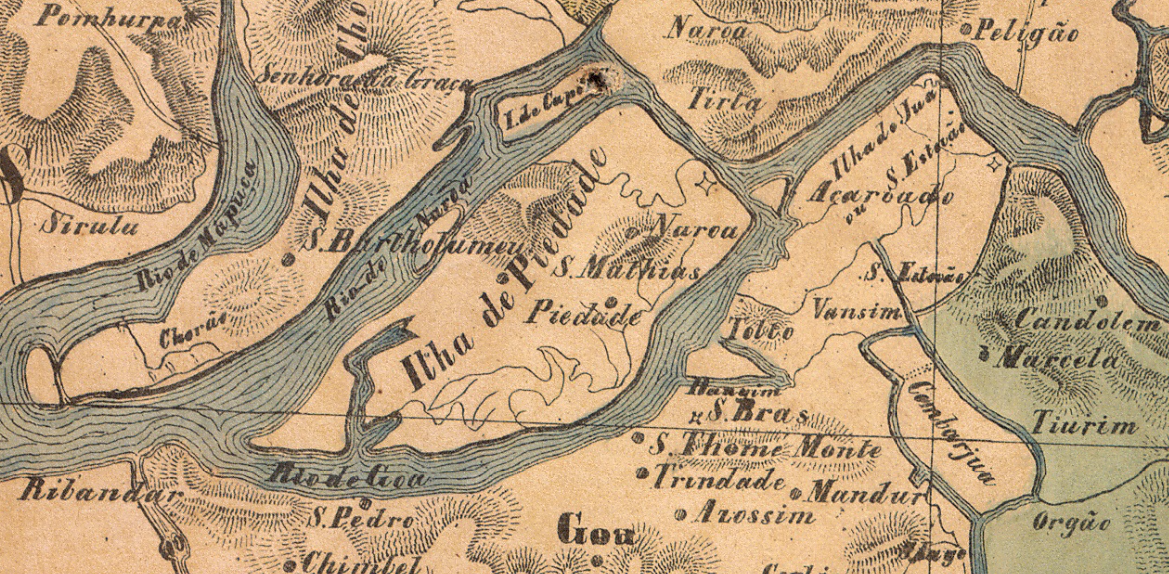
A fortaleza de São Bartolomeu marcada num mapa, à esquerda da Ilha da Piedade.

A Fortaleza de São Bartolomeu de Chorão é uma estrutura militar erigida na ponta nordeste da Ilha de Chorão, em Goa. Presume-se que fora construída quando o Sultanato Bamânida dominava Goa e ocupada pelos portugueses depois de terem conquistado a cidade em 1510. A estrutura original foi demolida e um novo forte construído sobre a mesma em 1720.
Defendia o vau entre as ilhas de Calvim e Penelem. Estava equipada com 11 canhões.
Em 1811 encontrava-se em ruínas.